# Liga Muçulmana
A Liga Muçulmana (inglês: Muslim League; urdu: مسلم لیگ), fundada em Dhaka em 1906, foi uma organização política na Índia britânica e que desenvolveu um papel importante na criação do Paquistão como um Estado islâmico dentro do subcontinente indiano.

## História
A Liga Muçulmana nasceu como um movimento nacionalista laico e moderno. Seu principal dirigente no período colonial indiano foi Muhammad Ali Jinnah, que participava do movimento independentista Congresso Nacional Indiano - dirigido por Mahatma Gandhi e Jawaharlal Nehru. Jinnah aderiu à Liga Muçulmana após perceber que os muçulmanos seriam relegados em um futuro Estado nacional no subcontinente indiano. Em 1934, Jinnah tornou-se presidente da Liga, que na década seguinte foi uma força fundamental em favor da partilha do império. Nas negociações finais com o Reino Unido para a independência da Índia, Jinnah obteve um estatuto independente e separado para o Paquistão.
Depois das independências indiana e paquistanesa, a Liga Muçulmana permaneceu como um partido minoritário dentro da Índia, enquanto que no Paquistão a Liga compôs o primeiro governo nacional do país - que foi desfeito na década de 1950 após um golpe militar. O partido também foi criado no Bangladesh.

### Divisões no Paquistão
A Liga Muçulmana foi refundada no Paquistão nos anos sessenta com o nome de Liga Muçulmana do Paquistão. Anos depois, o partido se dividiu em cinco facções - entre as quais, uma liderada por Nawaz Sharif.